# Netzschwimmer
Netzschwimmer (auch Flotten genannt) sind schwimmfähige durchlochte Baumrinden- oder Holzstücke (Kieferborkeschwimmer von Hohen Viecheln), die erstmals an mesolithischen Fischernetzen befestigt wurden. An der Wasseroberfläche schwimmend tragen sie das Netz, während es Netzsenker am unteren Netzrand senkrecht halten. Später wurden diese Schwimmer auch aus Kork und anderen schwimmfähigen Materialien gefertigt. 
Fischernetze aus Bast, Reusen, Netzschwimmer sowie Netzsenker und Angelhaken aus Feuerstein stammen von den Fundstellen Friesack in Brandenburg oder Hohen Viecheln in Mecklenburg-Vorpommern. Die ältesten Stellnetze zum Fischfang wurden bei früher Antrea (Finnland) und bei Satrup in Schleswig-Holstein entdeckt. Das Stellnetz von Antrea war zum Fang von Brachsen und Lachsen bestimmt, etwa 30 m lang und 1,7 m hoch. Die mesolithischen Funde stammen aus der Zeit von 7000 bis 6000 v. Chr.
„Rindenkästchen“ aus dem 11. und 12. Jahrhundert wurden mehreren Stellen in Sigtuna gefunden. Sie sind etwa vier bis sechs Zentimeter breit. Der Archäologe Rune Edberg fand ähnliche Objekte aus dem frühen 20. Jahrhundert auf einer der Pakri-Inseln in Estland. Dort dienten sie als Netzschwimmer zum Flunderfang.